# Castell d'Ares
El castell d'Ares és una fortalesa de la vila d'Ares del Maestrat construïda entre els segles xiii i xv sobre vestigis íbers. En tot l'alt de la Mola es troba el recinte sobirà que inclou una torre de l'homenatge (en ruïnes) de 8 metres de diàmetre. En la part esquerra del cim es troba la piqueta dels moros, una esquerda en la roca per a recollir aigua. En el descens es troba un graó inferior jussà que albergaria la primitiva població i el baluard d'entrada amb la torre semicircular i la cova excavada en la roca, que travessa de banda a banda la roca en una longitud de 43m.
Aquest castell per la seva situació estratègica, ha estat sempre un ferm baluard amb les velles muralles que flanquegen l'ascensió i una torre vigia al capdamunt. Les restes de l'antic castell sobre la mola presideixen el poble, amb muralles àrabs i vestigis ibers. Va ser la primera plaça de l'antic Regne de València que va conquistar el rei Jaume I l'any 1232 (conquesta d'Ares). La seua torre va ser utilitzada per última vegada en la Guerra Civil espanyola.